# Gunnar Jansson
Gunnar Jansson (1907. augusztus 17. – 1998. május 13.) svéd válogatott labdarúgó.
A svéd válogatott tagjaként részt vett az 1934-es világbajnokságon.